# 圣热尼莱索利耶尔
圣热尼莱索利耶尔（法語：Saint-Genis-les-Ollières，法語發音：[sɛ̃ ʒəni le.z‿ɔljɛʁ]）是法国里昂大都会的一个市镇，属于里昂区。

## 地理
圣热尼莱索利耶尔（45°45'26"N, 4°43'35"E）面积3.74 平方千米，位于法国奥弗涅-罗讷-阿尔卑斯大区里昂大都会，后者为法国的一个特殊地位集体，自2015年脱离罗讷省成立，位于法国中东部，中心城市为里昂。
与圣热尼莱索利耶尔接壤的市镇（或旧市镇、城区）包括：克拉波讷、格雷济约拉瓦雷讷、塔桑拉德米吕讷。
圣热尼莱索利耶尔的时区为UTC+01:00、UTC+02:00（夏令时）。

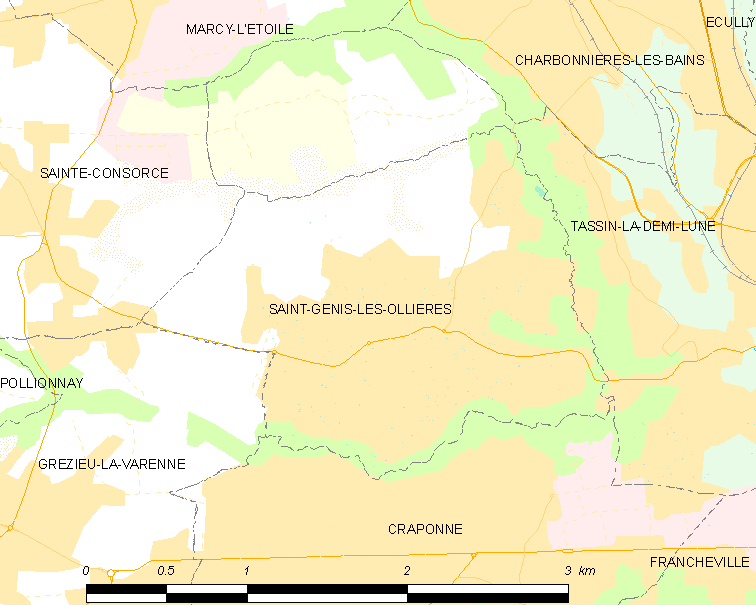
圣热尼莱索利耶尔的OSM定位图

## 行政
圣热尼莱索利耶尔的邮政编码为69290，INSEE市镇编码为69205。

## 政治
圣热尼莱索利耶尔的现任市长为迪迪埃·克勒特内（Didier Cretenet）先生，任期为2020-2026年。

## 人口

1962-2008年间圣热尼莱索利耶尔人口变化图示

圣热尼莱索利耶尔于2022年1月1日时的人口数量为5370人。